# 旧西田川郡役所

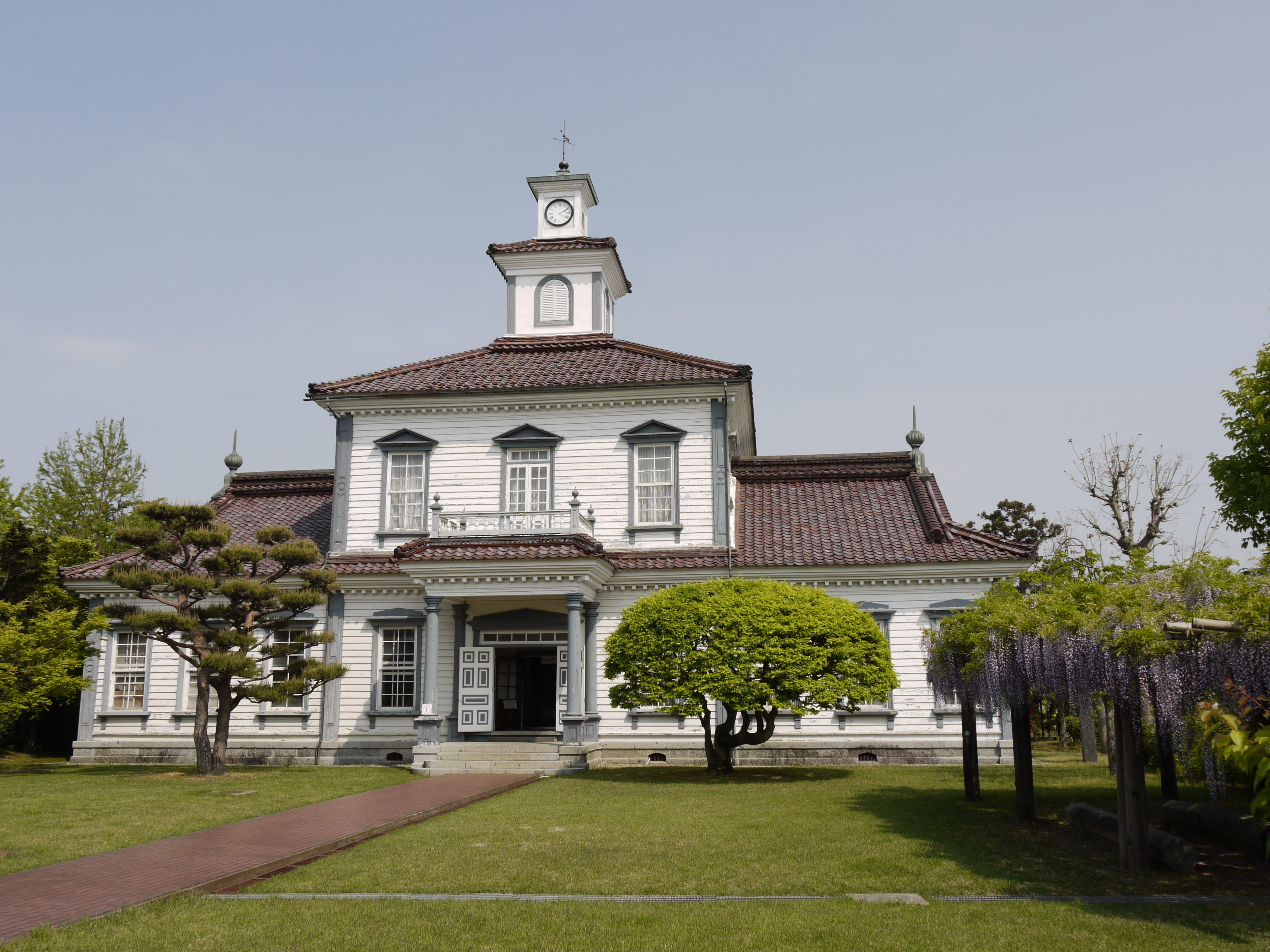
旧西田川郡役所

旧西田川郡役所（きゅうにしたがわぐんやくしょ）は、山形県西田川郡の郡役所として使用された建物。1969年（昭和44年）12月に国の重要文化財に指定された。

## 建物
1878年（明治11年）に山形県初代県令となった三島通庸の命令により、現在の鶴岡市馬場町に建設され、棟梁の高橋兼吉や石井竹次郎らの手により1881年（明治14年）に竣工した擬洋風建築である。
中央玄関2階にバルコニー、建物中央に時計塔が付いた木造2階両翼1階建てで高さは20メートルである。
1969年（昭和44年）12月に国の重要文化財となった。しかし、現地保存が困難となり、1970年（昭和45年）から1972年（昭和47年）にかけて鶴岡市家中新町に移築復元され、致道博物館の展示館となった（1972年（昭和47年）国重要文化財再指定）。
1階は考古学資料展示室や戊辰戦争と西郷隆盛の資料などの歴史展示室、2階は明治文化の資料の展示室となっている。

## 旧西田川郡役所塔時計
旧西田川郡役所塔時計は1881年（明治14年）の旧西田川郡役所竣工時に塔屋に設置されていた時計で、1885年（明治18年）頃に常念寺に移されて同寺の所有となっている。時計商で技術者の金田市兵衛によって製作され、本体の銘文から製作者と製作年が明確で、確認されている日本の国産塔時計としては最古とされる。
1984年（昭和59年）6月1日に鶴岡市指定有形文化財に指定された後、2024年（令和6年）4月12日に山形県指定有形文化財に指定された。